# Werner Albrecht (Fußballspieler)
Werner Albrecht (* 30. März 1953 in Garmisch-Partenkirchen) ist ein ehemaliger deutscher Fußballspieler.

## Karriere
Werner Albrecht gehörte 1976 zum Kader des Bundesligisten Fortuna Düsseldorf. 1978 wechselte der Niederrheinauswahl-Spieler zum Amateurligisten 1. FC Bocholt in die drittklassige Oberliga Nordrhein, mit dem er 1979/80 die Meisterschaft errang und in die 2. Fußball-Bundesliga aufstieg. 1983 wechselte er aus der Oberliga Nordrhein zum Zweitligisten Rot-Weiß Oberhausen. Werner Albrecht brachte es als Abwehrspieler auf insgesamt 59 Einsätze in der 2. Fußball-Bundesliga.
Mit den Amateuren von Fortuna Düsseldorf wurde er 1977 Niederrheinmeister und Deutscher Amateurmeister. Im Final-Hinspiel gegen den SV Sandhausen erzielte Albrecht das entscheidende Tor zum 1:0-Sieg. Mit dem 1. FC Bocholt nahm Albrecht 1980 und 1983 ebenfalls an der Deutschen Amateurmeisterschaft teil, scheiterte mit dem Klub jedoch jeweils im Halbfinale.

## Sonstiges
Seine sportlichen Interessen gelten heute neben Fußball dem Radsport und dem Triathlon. 1992 erreichte er beim Triathlon in Roth das Ziel.